# 汪金玉
汪金玉（1953年—），安徽金寨人，汉族，中华人民共和国政治人物、第十二届全国人民代表大会解放军代表、少將。
毕业于中央党校经济管理专业。加入中国共产党。2013年，担任全国人大代表。担任湖北省军区司令员。